# Храм из Тафиса
Храм из Тафиса — небольшой (650 на 800 см) эллинистический храм из песчаника, который был в 1971 г. перевезён из Египта в Лейден и установлен в новопостроенном египетском крыле Государственного музея древностей. Происходит из римской крепости Тафис. Он был передан египетскими властями Нидерландам в благодарность за помощь в сохранении древних памятников Нубии от затопления водами озера Насер при строительстве Асуанской плотины.

## Источник
- Государственный музей древностей. Статья из The Burlington Magazine (1979)